# Banjarsari (Gajah)
Banjarsari is een bestuurslaag in het regentschap Demak van de provincie Midden-Java, Indonesië. Banjarsari telt 2981 inwoners (volkstelling 2010).